# Nikolaus Izsó

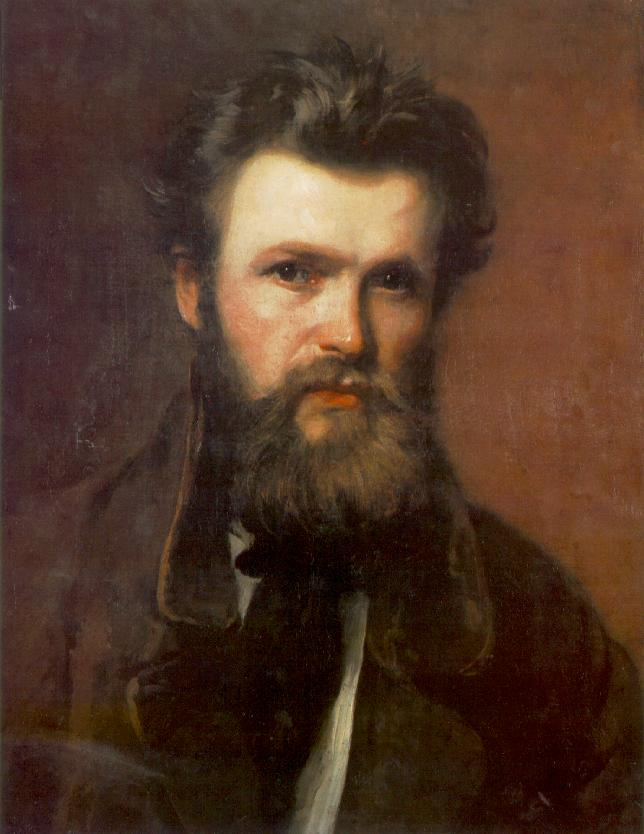
Nikolaus Izsó (Gemälde von Bertalan Székely)

Nikolaus Izsó [ischo] (ungarisch: Izsó Miklós; * 9. September 1831 in Disznóshorvát; † 29. Mai 1875 in Budapest) war ein ungarischer Bildhauer.

## Leben
Izsó studierte in Sárospatak, wurde Honvéd und trat nach der verlorenen Schlacht von Világos, seiner Neigung folgend, bei dem Bildhauer István Ferenczy in die Lehre, arbeitete dann bei Hanns Gasser in Wien und ging später nach München, wo er mit der Statuette des trauernden Schäfers seinen Ruf begründete.
Nach Pest zurückgekehrt, erhielt er den Auftrag, die Statue zum Denkmal des Dichters Csokonai in Debreczin anzufertigen, welche Aufgabe er glücklich löste. Er führte verschiedene Porträtbüsten mit scharf ausgeprägter nationaler Charakteristik sowie eine Anzahl von Modellen zu Statuetten von nationalem Genre aus und hinterließ das nahezu fertige Modell zum Petőfi-Monument, das in Pest errichtet worden ist.